# Volcan du Diable
fra. Volcan du Diable – Đavolji vulkan je mala planina na središnjem dijelu otoka Grande Terre, glavnog otoka otočja Kerguelen. Dostiže visinu od 315 metara.

## Vanjske poveznice
- Globalni vulkanski program: Kerguelenovi otoci  Arhivirana inačica izvorne stranice od 14. studenoga 2020. (Wayback Machine)